# Gudea
Gudea, summersky Povolaný, byl vládce neboli ensi města Lagaše v jižní Mezopotámii. Jako druhý člen II. dynastie z Lagaše vládl zhruba v letech 2144–2124 př. n. l.. Nepocházel zřejmě z města, ale oženil se s dcerou lagašského vládce Ur-Baby (2164– 2144 př. n. l.) Ninalou, čímž se stal členem lagašské vládnoucí dynastie. Po něm převzal vládu jeho syn Ur-Ningirsu. Gudea nechal vybudovat řadu chrámů a paláců, obnovoval zavlažovací kanály a komunikace. Do dnešních dnů se zachovalo asi třicet soch z tvrdého a lesklého sopečného dioritu. Jsou na nich vytesány nápisy v klínovém písmu, jež líčí jeho bohatou stavební činnost a oddanost bohům.